# Carl Woermann
 (juin 2022).
Le contenu est difficilement compréhensible vu les erreurs de traduction, qui sont peut-être dues à l'utilisation d'un logiciel de traduction automatique.
Carl Woermann, né le 11 mars 1813 à Bielefeld et mort le 25 juin 1880 à Hambourg, est un armateur et commerçant allemand d'outre-mer, fondateur d'une compagnie maritime. Il a fondé l'entreprise avec laquelle son fils Adolph Woermann est devenu le plus grand négociant allemand en Afrique de l'Ouest et le plus grand armateur privé au monde. Il a en outre fait partie du consortium fondateur de la Commerz- und Disconto-Bank, l'actuelle Commerzbank.

## Biographie
Carl Woermann est né en 1813 au Woermann'schen Hof dans une famille de fabricants de lin de Bielefeld. En 1837, il fonda l'entreprise commerciale C. Woermann. Les premières relations commerciales de Woermann furent nouées avec l'Amérique du Sud et les Indes occidentales, puis avec l'Inde et l'Australie. Mais il s'intéressa de plus en plus aux possibilités commerciales en Afrique de l'Ouest, tout d'abord au Libéria, où une classe dirigeante indigène s'était formée. En 1847, Carl Woermann achète son premier navire, un brick (deux-mâts) qu'il baptise du nom de sa première épouse, Eleonore. En 1849, Woermann envoya le cotre Constanze sur la côte ouest-africaine et en 1852, il acheta la goélette Liberia pour le commerce du Liberia. Deux ans plus tard, C. Woermann fonda un premier bureau commercial à Monrovia, la capitale du Liberia.

## Carrière
Après de lourdes pertes lors de la crise économique mondiale de 1857, Carl Woermann réussit à remettre son entreprise sur le chemin de la croissance. En 1859, C. Woermann possédait déjà huit navires. En 1862, Woermann fonda une succursale au Gabon et y envoya en 1867 comme représentant E. Schulze, qui devint plus tard le premier consul allemand à Libreville, la capitale du Gabon. Une succursale au Cameroun suivit en 1868 avec un Hulk (navire hors d'usage) ancré sur le fleuve Cameroun, qui s'agrandit dans les années suivantes de quelques factoreries et en 1881 d'une succursale sur le continent (Douala). Ce faisant, C. Woermann utilisait de plus en plus ses propres navires pour le transport commercial.

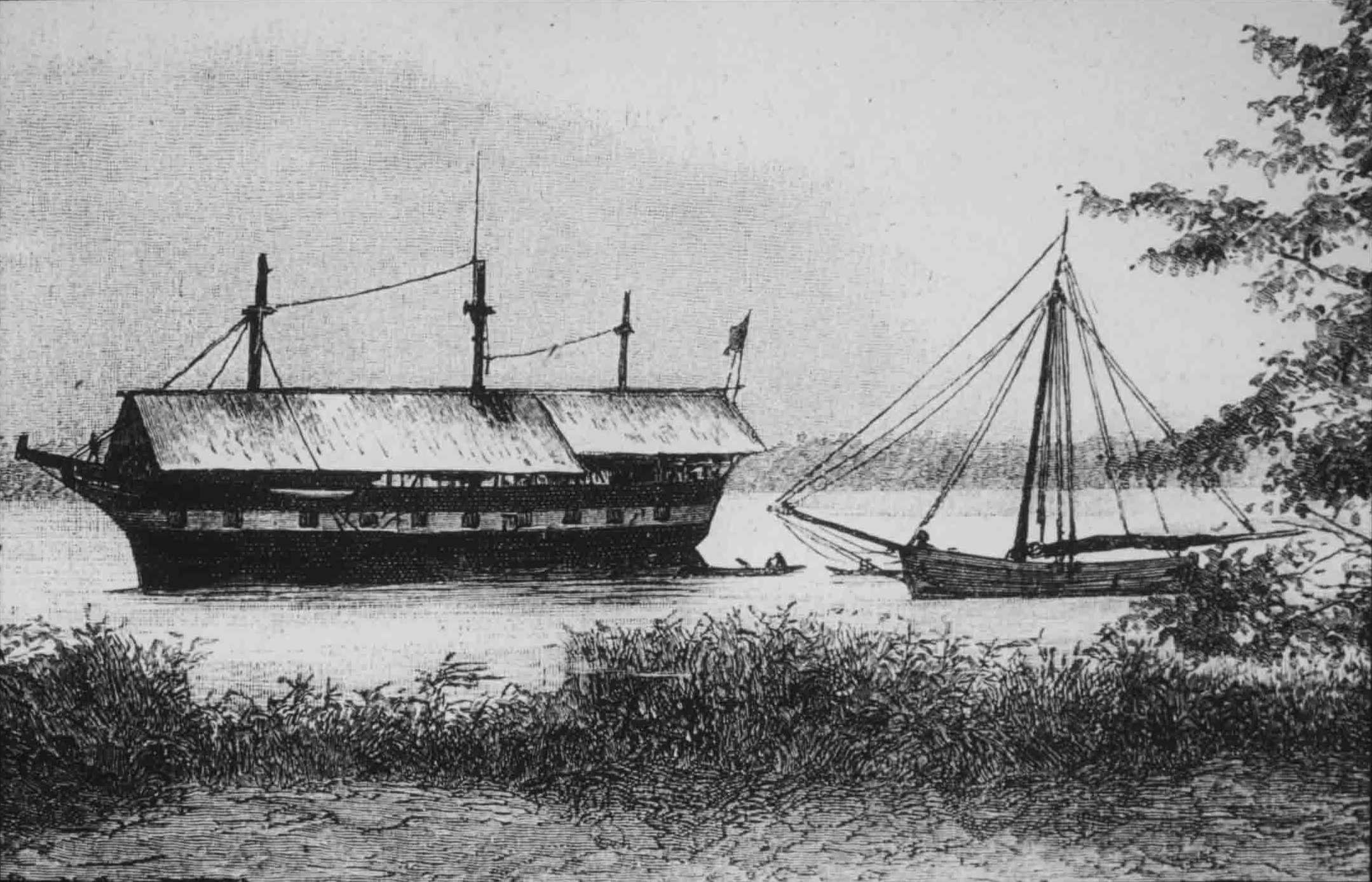
Woermann-Hulk sur le fleuve Cameroun.

La maison de commerce C. Woermann échangeait principalement de l'eau-de-vie et des armes de l'Empire allemand contre de l'huile de palme et du caoutchouc. L'huile de palme était alors très prisée en Europe, car elle remplaçait l'huile de baleine, qui se faisait rare, comme lubrifiant et comme matière première pour la margarine (palmine). Les autres produits importés étaient la noix de coco, les bananes, les cacahuètes et l'ivoire. Les commerçants locaux recevaient souvent les marchandises européennes à crédit et livraient en échange les marchandises d'échange convenues à une date ultérieure fixée.  

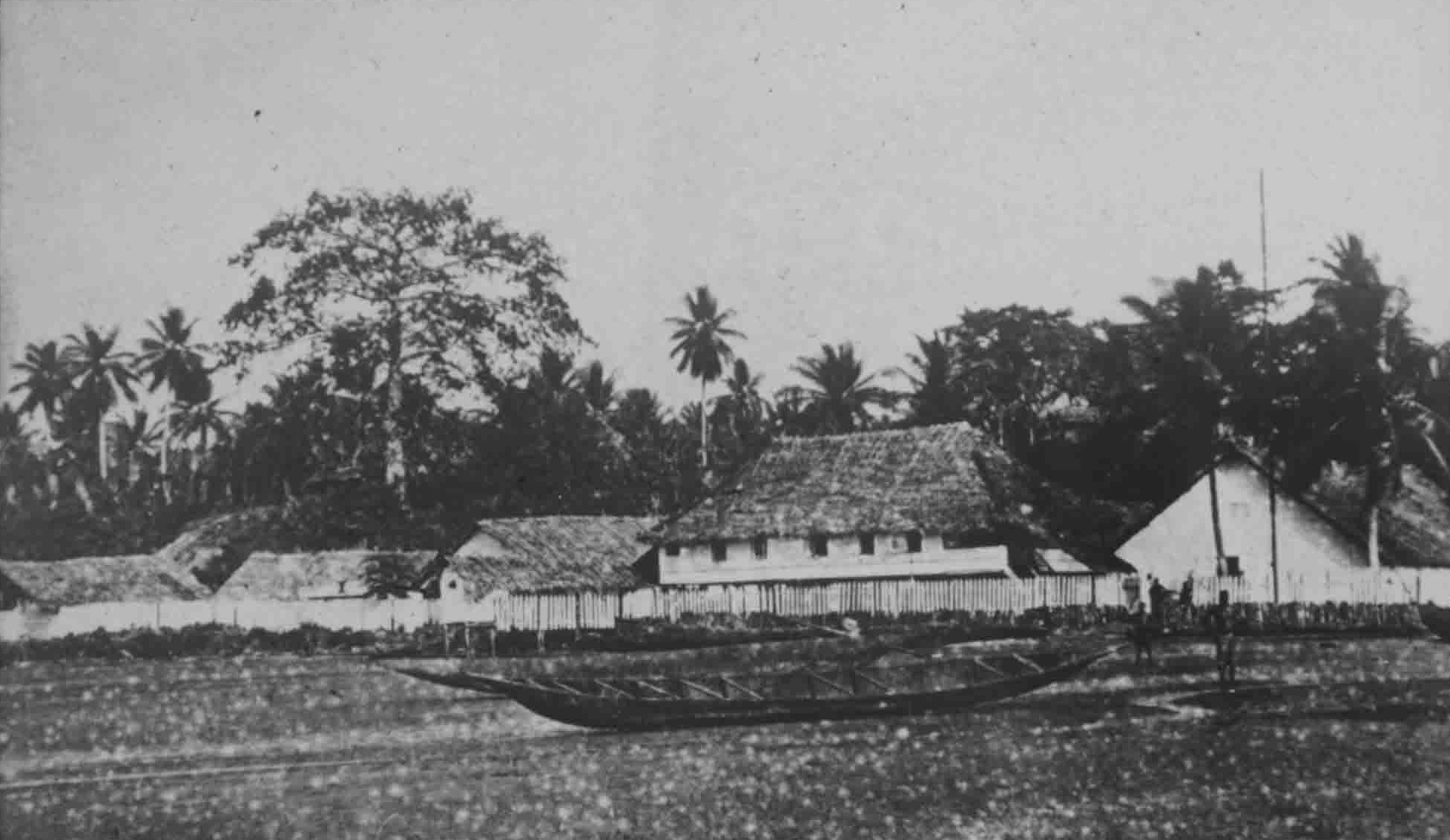
Ancienne factorerie Woermann au Cameroun

Lorsque son fils aîné et successeur prévu, Carl, ne montra pas d'intérêt pour le commerce d'achat et voulut plutôt devenir historien de l'art, Carl Woermann lui demanda de changer son nom en Karl Woermann et rompit tout contact avec lui. Le successeur de l'entreprise C. Woermann fut le deuxième fils aîné, Adolph Woermann, qui entra dans l'entreprise en 1874 en tant qu'associé. De 1877 à 1879, le premier bateau à vapeur de l'entreprise fut construit, l'Aline Woermann (du nom de la deuxième épouse de Carl Woermann), d'une capacité de 1279 tonnes de jauge brute (tjb). En 1878, C. Woermann abandonna complètement ses intérêts commerciaux aux Indes orientales et se concentra dès lors uniquement sur les affaires africaines.
Après la mort de Carl Woermann en 1880, Adolph Woermann reprit entièrement l'entreprise et la développa pour en faire l'une des plus importantes maisons de commerce pour le commerce africain et la plus grande compagnie maritime privée du monde. À la mort de Carl Woermann, l'entreprise possédait douze voiliers et le bateau à vapeur qui venait d'être mis à l'eau.
Woermann a été député de la ville de Hambourg de 1859 à 1868. À partir de 1874, il fut conseiller supérieur de la paroisse Sankt Petri et resta membre du collège des conseillers supérieurs jusqu'à sa mort. Sa fille Marie Woermann devint peintre.
Carl Woermann fut inhumé sur la tombe de sa famille au cimetière d'Ohlsdorf, carré Q 24.

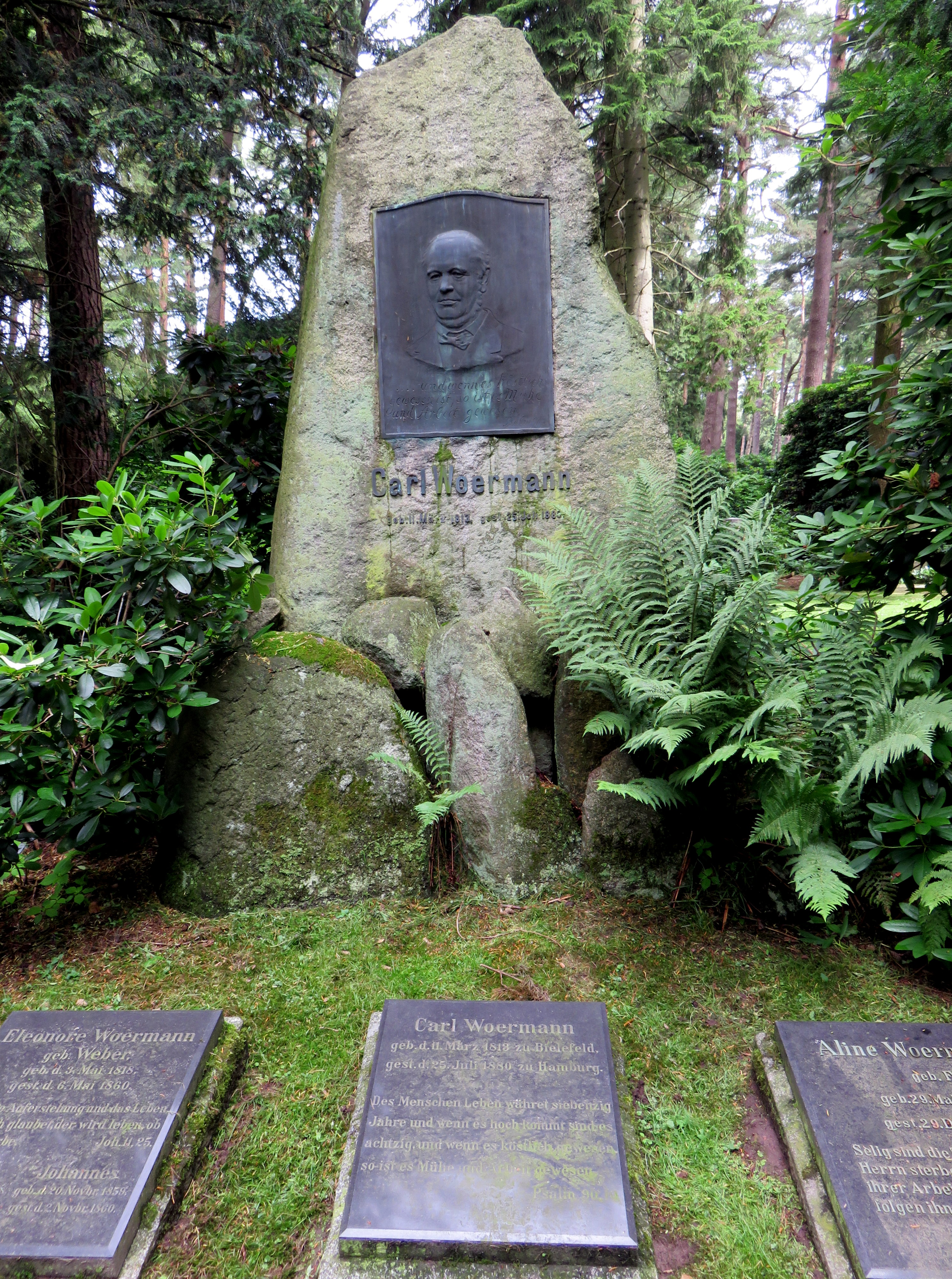
Tombeau de Carl Woermann au cimetière d'Ohlsdorf.